# Az zenth Paal leueley magyar nyeluen

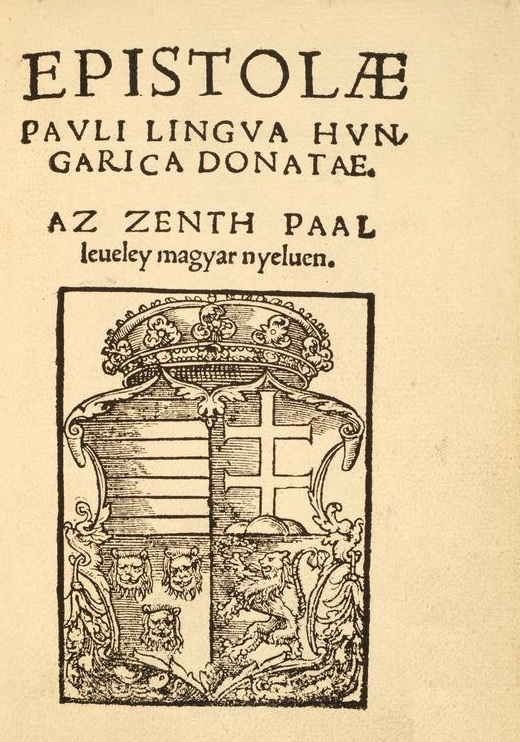
A címlap. EPISTOLAE Pavli lingva Hvngarica donatae Az zenth Paal leueley magyar nyeluen

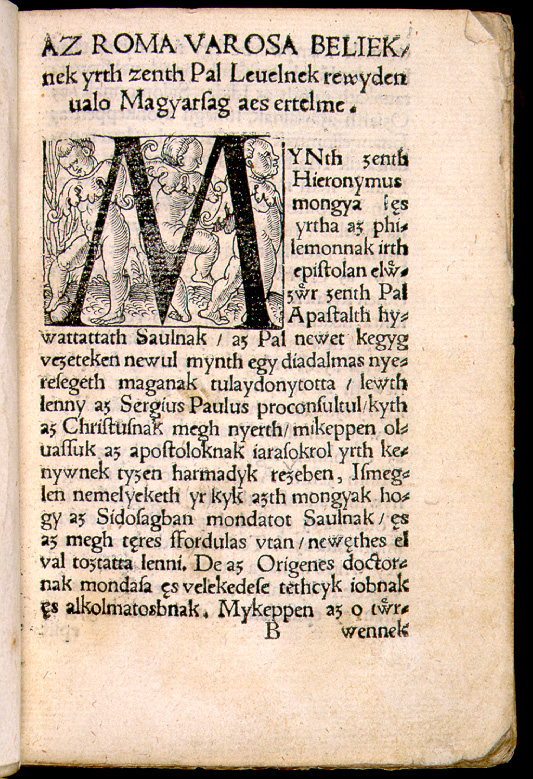
A könyv egyik oldala

Az zenth Paal leueley magyar nyeluen (latin címén: EPISTOLAE Pavli lingva Hvngarica donatae; olvasd: a Szent Pál levelei magyar nyelven) az első magyar nyelvű nyomtatott könyv volt, melyet 1533-ban jelentetett meg Krakkóban a szerzője, Komjáti Benedek. A Biblia egy részét, mégpedig Pál apostol leveleit tartalmazza.

## A mű
Komjáti Benedek a királyházai Nyalábvárban 1532-ben fordította magyar nyelvre Pál apostol leveleit, de a részleges fordítást csak egy esztendővel később nyomtattatta ki a krakkói Vietor-nyomdában. A részleges bibliafordításból mára csupán két teljes, valamint néhány töredezett példány maradt fenn. Az egyik teljes példány Magyarországon található.
A fordításról az irodalomtörténészek feltételezik, hogy nem teljes egészében Komjáti műve: egyes vélemények szerint plágium, mások szerint kompiláció. Tény, hogy szerző saját bevallása alapján már korábban olvasta magyarul a leveleket, de azokat nem tartotta megfelelőnek. Ez a korábbi fordítás valószínűleg a huszita Biblia.
A könyvek mérete nyolcadrét, a teljes példányok 236 levélből állnak.

## Újabbkori kiadások
A könyv hasonmás kiadásban és az eredeti szöveg mai magyar nyelvre történő átírásával jelent meg 2013-ban.
- Epistolae Pauli lingua Hungarica donatae / Az zenth Paal leveley magyar nyelven. Cracovie 1533; Szilády Áron; MTA, Bp., 1883
- Epistolae Pauli lingua Hungarica donatae / Az zenth Paal leveley magyar nyelven; szerk. Mezey András, Pelczéder Katalin, Kocán Béla latin elő- és utószóford. Lázár István Dávid; hasonmás kiad.; Idea Fontana Kft.–Magyarok Nagyasszonya Ferences Rendtartomány, Bp., 2013

## Forrásművek
- (magyarul) Molnár–Simon: Magyar nyelvemlékek. Tankönyvkiadó, Budapest, 1980. ISBN 963-17-4738-7
- Epistolae Pauli lingua Hungarica donatae : az Zenth Paal leueley magyar nyeluen. ford. Komjáti Benedek, szerk. Mezey András, eredeti szöveg átírása, jegyzetek, szójegyzék, történeti bevezető Pelczéder Katalin, Kocán Béla. Idea Fontana - Magyarok Nagyasszonya Ferences Rendtartomány, Budapest, 2013. ISBN 978-963-89772-0-5